# Zvi Spirer
Zvi Spirer (ur. 1 sierpnia 1937 w Sanoku, zm. 26 lutego 2022) – izraelski profesor, pediatra, ekspert w dziedzinie immunologii klinicznej.
W roku 1956 wyemigrował z Polski do Izraela, gdzie rozpoczął studia na wydziale medycznym Uniwersytetu Hebrajskiego w Jerozolimie. Specjalizował się w pediatrii w szpitalu Hadassah w Tel Awiwie.
Profesor Spirer opublikował ponad 180 artykułów w czasopismach medycznych Izraela oraz międzynarodowych. Wykładowca Uniwersytetu w Tel Awiwie.